# قطعنامه ۱۲۱۵ شورای امنیت
قطعنامه ۱۲۱۵ شورای امنیت سازمان ملل متحد که در تاریخ ۱۷ دسامبر ۱۹۹۸ تصویب شد، سندی بین‌المللی دربارهٔ بررسی وضعیت مربوط به صحرای غربی است. این قطعنامه طی نشست ۳۹۵۶ام با ۱۵ رای موافق، ۰ مخالف و ۰ ممتنع تصویب شد.